# Bruparck

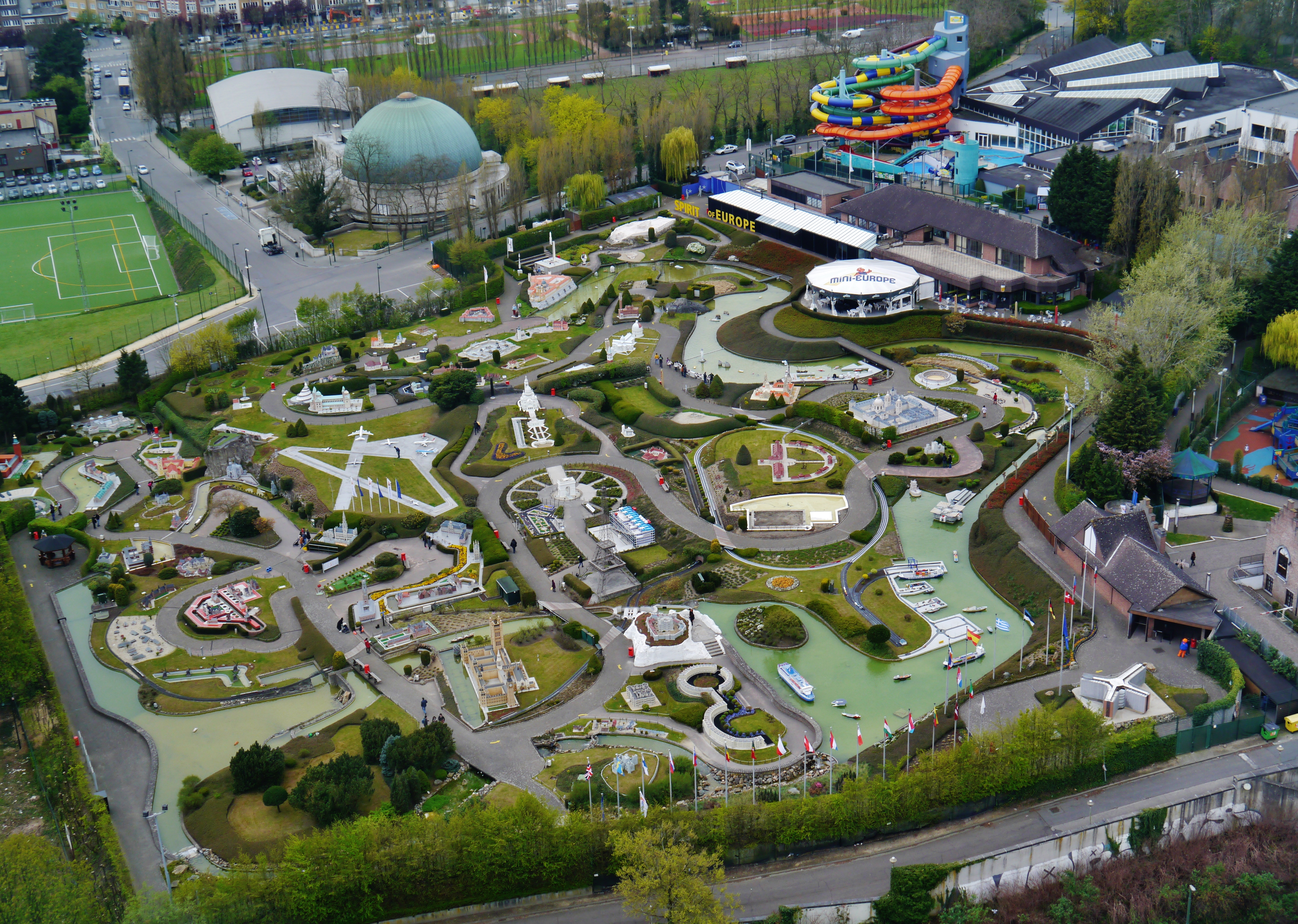
Vue aérienne du parc Mini-Europe.

Bruparck est un complexe bruxellois de loisirs situé au nord de Bruxelles, à Laeken, à proximité de la station de métro Heysel. Il comprend :
- l'Atomium : monument de 103 mètres de haut représentant la maille élémentaire du cristal de fer (face cubique centrée) agrandie 165 milliards de fois
- Mini-Europe : attraction permettant au visiteur de découvrir les monuments les plus fameux de l'Europe sous forme de maquettes. L'Union européenne est le fil conducteur du parc, dans le choix des monuments, dans les explications et dans Spirit of Europe, la présentation interactive.
- Kinepolis : un ensemble de salles de cinéma.

Il comprenait auparavant : 
- Océade : un parc aquatique « subtropical » avec de l'eau chauffée à 29 degrés. Ce parc a fermé le 30 septembre 2018.
- Le village : ensemble de restaurants. Cette partie est fermée depuis le 8 janvier 2017 et sera remplacée par un parc vert à une date indéterminée (toujours pas fini à ce jour 17 septembre 2023).

## Accès
| ___ | Ce site est desservi par la station de métro : Heysel. |